# CD 코브레살
코브레살(Cobresal)은 칠레 아타카마 주에 위치한 엘살바도르를 연고로 하는 축구팀이다. 이 팀은 1979년에 창단하였다.

## 선수 명단

### 현역
참고: FIFA 자격 규정에 따라 소속된 국가대표팀 국기를 표시합니다. 선수는 복수의 FIFA 비회원국 국적을 가지고 있을 수 있습니다.
| 번호 | 포지션 | 국적 | 이름 |
| ---- | ------ | ---- | ---- |

| 번호 | 포지션 | 국적 | 이름          |
| ---- | ------ | ---- | ------------- |
| 18   | FW     |      | 세사르 문데르 |

### 역대
틀:CD 코브레살
틀:CD 코브레살 감독